# Калабаш (Северна Каролина)
Калабаш (енгл. Calabash) град је у америчкој савезној држави Северна Каролина.

## Демографија
По попису из 2010. године број становника је 1.786, што је 1.075 (151,2%) становника више него 2000. године.
| Група             | 2000.       | 2010.         |
| Белци             | 651 (91,6%) | 1.409 (78,9%) |
| Афроамериканци    | 26 (3,7%)   | 106 (5,9%)    |
| Азијати           | 1 (0,1%)    | 0 (0,0%)      |
| Хиспаноамериканци | 26 (3,7%)   | 259 (14,5%)   |
| Укупно            | 711         | 1.786         |